# 石川県道150号動橋山代線
石川県道150号動橋山代線（いしかわけんどう150ごう いぶりばしやましろせん）とは、石川県加賀市内にある一般県道（石川県道）である。

## 概要
- 起点：石川県加賀市動橋町イ28番1地先（＝動橋交差点、石川県道39号山中伊切線交点）
- 終点：石川県加賀市山代温泉神明町4番1地先（＝山代東口交差点、石川県道11号小松山中線交点）

起点より南西へ進む。加賀市桑原町地内で左へ分岐し南下、桑原交差点で国道8号と交差し、暫く国道8号（国道305号重複）と重複して西へ進む。西島交差点で国道8号から左に折れて南下。そのまま山代温泉街に入り終点に至る。

## 歴史
- 1960年（昭和35年）10月15日：路線認定。

## 接続道路
- 石川県道39号山中伊切線（加賀市動橋町・動橋交差点：起点）
- 国道8号・国道305号（同市桑原町・桑原交差点、同市西島町・西島交差点）
- 石川県道11号小松山中線（同市山代温泉・山代東口交差点：終点）

## 重複区間
- 国道8号・国道305号（加賀市桑原町・桑原交差点 - 同市西島町・西島交差点）

## 通過する自治体
- 石川県
  - 加賀市